# 平井義一
平井 義一（ひらい よしかず、1949年 - ）は日本の医学者。主な専門は細菌学、臨床微生物学、感染制御学。自治医科大学医学部感染・免疫学講座主任教授、自治医科大学附属病院臨床感染症センター長。
細菌学を中心に幅広い研究活動を行い、特に院内感染防止などの感染制御研究の第一人者として有名である。自治医科大学附属病院臨床感染症センターを設立し、実践的な感染制御研究および教育に従事している。その業績において医師の高度専門教育ならびに感染制御の第一線で活躍するインフェクションコントロールドクターの資格講習会講師なども多数行っている。

## 略歴
- 1975年 岡山大学医学部医学科卒業
- 1979年 岡山大学大学院医学研究科修了（医学博士）
- 1979年 岡山大学医学部細菌学講座助手
- 1984年 アメリカオハイオ州立大学
- 1991年 岡山大学医学部細菌学講座助教授
- 1997年 自治医科大学微生物学講座教授
- 2006年 自治医科大学附属病院臨床感染症センター長（兼任）

## 関連学会
- 日本細菌学会
- 日本環境感染学会
- 日本感染症学会
- 日本ヘリコバクター学会